# Mirtazapin
A mirtazapin (INN: mirtazapine) egy preszinaptikus alfa2-antagonista, amely fokozza a noradrenerg és szerotoninerg neurotranszmissziót a központi idegrendszerben. Antidepresszáns hatású gyógyszer, mely alkalmas súlyos depressziós állapotok kezelésére. Olyan tünetek jelenléte esetén, mint anhedonia (örömhiány), pszichomotoros gátoltság, alvászavarok (korai ébredés), testsúlycsökkenés, jobb klinikai válasz várható. Ilyen tünet lehet még az érdeklődésvesztés, öngyilkossági gondolatok és hangulatingadozások.

## Hatása
A szerotoninerg hatás a specifikus 5-HT1 receptorok révén érvényesül, mivel a mirtazapin blokkolja az 5-HT2 és 5-HT3 receptorokat. A mirtazapin mindkét enantiomerje aktív. Az S(+) enantiomer blokkolja az alfa2- és az 5-HT2 receptorokat, míg az R(-) enantiomer az 5-HT3 receptorokat blokkolja. A mirtazapin szedatív hatása valószínűleg a H1 receptor antagonista aktivitásnak köszönhető. A mirtazapin antikolinerg hatása minimális, és terápiás adagokban adva ritkán észlelhetők cardiovascularis mellékhatások.
A mirtazapin hatása 1–2 héttel a kezelés megkezdése után kezd érvényesülni.

## Fordítás
- Ez a szócikk részben vagy egészben  a   Mirtazapine című angol Wikipédia-szócikk fordításán alapul.  Az eredeti cikk szerkesztőit annak laptörténete sorolja fel. Ez a jelzés csupán a megfogalmazás eredetét és a szerzői jogokat jelzi, nem szolgál a cikkben szereplő információk forrásmegjelöléseként.